# Rewolucja kiełbasiana
Rewolucja kiełbasiana (ukr. ковбасна революція) – proces polityczno-społeczny zapoczątkowany spontanicznymi protestami rozpoczętymi 6 stycznia 1990 roku w Czernihowie po wypadku samochodowym miejscowego działacza partyjnego. Wskutek wystąpień doszło do odwołania kierownictwa obwodowego komitetu KPZR na czele z Łeonidem Pałażczenką.
Rewolucja kiełbasiana uznawana jest za jedno z początkowych wydarzeń w Ukraińskiej SRR prowadzących do rozpadu Związku Radzieckiego, wpisujących się szerzej w trend ukraińskiego odrodzenia narodowego. W koordynowaniu protestu po jego rozpoczęciu brali udział członkowie antykomunistycznego Ludowego Ruchu Ukrainy.

## Wydarzenia
W okresie późnego ZSRR gospodarka radziecka mierzyła się ze zjawiskiem niedoboru licznych produktów. Wśród towarów deficytowych była między innymi kiełbasa oraz inne wyroby mięsne.
6 stycznia 1990 roku po godzinie 19:00, w dzień Wigilii prawosławnego Bożego Narodzenia, w Czernihowie doszło do wypadku samochodowego z udziałem członka komitetu obwodowego Komunistycznej Partii Związku Radzieckiego Wałerija Zajiki, który jadąc swoją Wołgą zderzył się z Żiguli kierowanym przez chorążego szkoły lotniczej. Do zdarzenia doszło na rogu ulic Rokossowskiego i Docenki. Z bagażnika Wołgi wypadły wówczas produkty, które miały trafić na świąteczny stół, takie jak wędzona kiełbasa, szynka czy koniak. Były to towary niedostępne dla większości obywateli radzieckich, co zbulwersowało świadków wypadku.
Po wypadku oburzeni mieszkańcy Czernihowa wyciągnęli Zajika z samochodu, oskarżając go o posiadanie towarów deficytowych, do których oni sami nie mieli dostępu. Działacz komunistyczny został uratowany przez milicjantów, którzy jednak nie przystąpili do rozgonienia ludzi. Mieszkańcy zaczęli wchodzić na Wołgę, wykorzystując ją jako trybunę wiecową. Następnie zdewastowali samochód, rozkradając jego wyposażenie, po czym pojechali nim pod siedzibę obwodowego komitetu partii na Placu Czerwonym w Czernihowie. W międzyczasie do mieszkańców dołączyło coraz więcej osób, w tym przedstawiciele opozycyjnego wobec władzy komunistycznej Ludowego Ruchu Ukrainy. 7 stycznia na wiecu zebrało się około czterech tysięcy osób. Rozmowy z mieszkańcami podjął Łeonid Pałażczenko, sekretarz czernihowskiego komitetu obwodowego KPZR, który zapewnił, że Wałerij Zajika zostanie zwolniony z komitetu.
W obawie przed zamieszkami miejscowe władze po kilku dniach zdecydowały o przeniesieniu protestu spod budynku Komitetu Obwodowego na stadion im. Jurija Gagarina. Działania te miały zmniejszyć frekwencję wśród uczestników, co częściowo się udało. W celu organizacji przeniesienia protestu doszło do rozmów między przedstawicielami obwodowego komitetu partii z jednym z liderów czernihowskich struktur Ruchu Wałerijem Saraną. Sarana wraz z innymi przedstawicielami Ruchu przeprowadził mieszkańców na stadion, aby zmniejszyć prawdopodobieństwo prowokacji i zamieszek, w tym wybijania szyb w centrum miasta. Zezwolenie na kontynuację protestu wywołało jednak krytykę ze strony władz centralnych w Moskwie i w konsekwencji doprowadziło do odwołania sekretarza obwodowego komitetu partii.
Faktyczną kontrolę nad demonstracją przejęli członkowie Ruchu, wśród których było wielu dawnych więźniów łagrów, nieobawiających się dalszych represji ze strony władz. Wydali oni listę 18 postulatów, w których m.in. domagali się dymisji Prezydium Komitetu Obwodowego KZPR, zgody na organizowanie pokojowych zgromadzeń czy unieważnienia artykułu szóstego Konstytucji ZSRR, gwarantującego kierowniczą rolę partii komunistycznej. W czasie protestów doszło do pojawienia się wielu haseł wymierzonych we władzę komunistyczną, ukazujących determinację protestujących, takich jak:
- „Komuniści to faszyści!”
- „Bij komunistów!”
- „My wam jeszcze pokażemy!”
- „Kto zjadł moje mięso?”

11 stycznia w Czernihowie odbyło się rozszerzone posiedzenie komitetu obwodowego partii oraz zebranie partyjnego aktywu gospodarczego, na którym wyrażono stanowisko, że Pałażczenko, pierwszy sekretarz komitetu obwodowego partii, powinien podać się do dymisji. 12 stycznia rozważano propozycję dymisji całego Biura Komitetu Obwodowego KPZR, ale ostatecznie zdecydowano o odwołaniu jedynie kilku osób. Wówczas o sytuacji zaczęto pisać w gazetach lokalnych, jak i kijowskich. Ze względu na nietypowość incydentu, jak i powszechną wiedzę o wydarzeniach w Czernihowie pośród mieszkańców miasta radziecka cenzura zdecydowała się nie blokować informacji o zdarzeniach.

## Skutki
Rewolucja kiełbasiana stanowi przykład pokojowego wystąpienia mieszkańców przeciwko władzy komunistycznej oraz jest uznawana za ważny moment w budowie społeczeństwa obywatelskiego w Czernihowie i szerzej w Ukraińskiej SRR. Pomimo zaangażowania członków Ruchu nie doszło do siłowego stłumienia protestów przez milicję. Efektem rewolucji była także wymiana kadry kierowniczej partii w obwodzie czernihowskim, pokolenie 50-latków i 60-latków zostało zastąpione przez pokolenie 40-latków, którzy mieli większą skłonność do podejmowania bardziej odważnych zmian niż ich poprzednicy. Wydarzenia w Czernihowie stanowiły także wzmocnienie dla Ruchu w skali ogólnoukraińskiej, a także szerzej dla całej opozycji antykomunistycznej. W wyborach parlamentarnych w Ukraińskiej SRR z marca 1990 roku przedstawiciele opozycji zdobyli 1/4 mandatów do Rady Najwyższej. Wśród nowych posłów znalazła się pochodząca z Koriukówki Tetiana Jachejewa, autorka ekonomicznej części Deklaracji suwerenności państwowej Ukrainy z lipca 1990 roku.
Protesty w Czernihowie są uznawane za jedne z pierwszych protestów w Ukraińskiej SRR prowadzących do rozpadu Związku Radzieckiego. W październiku 1990 roku po pokojowych protestach w Kijowie znanych jako rewolucja na granicie protestujący studenci doprowadzili do ustąpienia Witalija Masoła z funkcji przewodniczącego Rady Ministrów Ukraińskiej SRR. Wydarzenia te stanowiły istotny krok na drodze do odzyskania niepodległości przez Ukrainę 24 sierpnia 1991 roku. 1 grudnia 1991 roku w referendum dotyczącym utrzymania niepodległości Ukrainy 93,74% głosujących w obwodzie czernihowskim zagłosowało za niepodległością Ukrainy, co było wynikiem wyższym niż średni rezultat w kraju wynoszący 90,32% głosów za.
Wałerij Sarana, będący jednym z liderów czernihowskich struktur Ruchu w okresie rewolucji kiełbasianej, kontynuował działania mające na celu wspieranie odrodzenia narodowego na Czernihowszczyźnie, w tym poprzez organizowanie wydarzeń takich jak Dzwin-90 w 1990 roku czy Kozaćkyj szlach w 1991 roku. Po odzyskaniu niepodległości przez Ukrainę w latach 1992–1994 Sarana był zastępcą szefa Czernihowskiej Obwodowej Administracji Państwowej do spraw humanitarnych.
29 kwietnia 2020 roku miała miejsce premiera filmu dokumentalnego „Kowbasna rewolucija: chto z'jiw moje m'jaso?” (pol. Rewolucja kiełbasiana: kto zjadł moje mięso?) zrealizowanego przez Suspilne Czernihiw, w reżyserii Ałły Skoryk.